# Ioánnis Okkás
Ioánnis Okkás (en grec moderne : Ιωάννης Οκκάς), souvent appelé Yánnis Okkás (en grec moderne : Γιάννης Οκκάς), né le 11 février 1977 à Larnaca à Chypre, est un footballeur international chypriote, devenu entraîneur à l'issue de sa carrière, qui évoluait au poste de milieu offensif ou attaquant reconverti entraineur.
Il est le joueur chypriote le plus sélectionné en équipe nationale avec 103 sélections.

## Biographie

### Carrière en club
Ioánnis Okkás dispute 34 matchs en Ligue des champions, pour 6 buts inscrits, et 50 matchs en Ligue Europa, pour 9 buts inscrits.
Il joue 181 matchs en première division grecque, inscrivant 48 buts, et 286 matchs en première division chypriote, marquant 97 buts. Il réalise sa meilleure performance lors de la saison 1998-1999, où il inscrit 15 buts en championnat.

### Carrière internationale
Ioánnis Okkás compte 103 sélections et 27 buts avec l'équipe de Chypre entre 1997 et 2011. Il forme avec son compatriote Michális Konstantínou, le meilleur duo offensif de l'équipe nationale chypriote.
Il est convoqué pour la première fois par le sélectionneur national Stávros Papadópoulos pour un match amical contre la Pologne le 15 février 1997 (défaite 3-2). Il reçoit sa dernière sélection le 11 octobre 2011 contre la Norvège, où il inscrit son vingt-septième but en sélection (défaite 3-1).
Le 10 septembre 2013, il honore sa 100e sélection lors d'un match amical contre la Moldavie (victoire 3-2).
Le 2 avril 1997, il inscrit son premier but en sélection contre la Bulgarie, lors d'un match des éliminatoires de la Coupe du monde 1998 (défaite 4-1). Avec 103 sélections, c'est le joueur le plus capé de l'équipe de Chypre, devant son compatriote Michális Konstantínou (84). De 2005 à 2011, il était le capitaine de la sélection nationale chypriote (37 fois).

## Palmarès
- Avec l'Anorthosis Famagouste
  - Champion de Chypre en 1998, 1999 et 2000
  - Vainqueur de la Coupe de Chypre en 1998
  - Vainqueur de la Supercoupe de Chypre en 1998 et 1999

- Avec le PAOK Salonique
  - Vainqueur de la Coupe de Grèce en 2001 et 2003

- Avec l'Olympiakos
  - Champion de Grèce en 2005, 2006 et 2007
  - Vainqueur de la Coupe de Grèce en 2005 et 2006
  - Vainqueur de la Supercoupe de Grèce en 2007